# Sumitomo Realty & Development
Sumitomo Realty & Development Co., Ltd. японская компания, основным направлением деятельности которой являются операции с недвижимостью, включая лизинг недвижимости, строительство, торговля и управление. Относится к числу крупнейших девелоперских компаний в мире. Входит в кэйрэцу Sumitomo.

## История
В 1949 году создана компания Izumi Real Estate Co., Ltd. Компания создаётся как преемник подразделения недвижимости дзайбацу Sumitomo, после распада конгломерата. В 1957 году компания получила своё современное название — Sumitomo Realty & Development Co., Ltd.
С 1970 года компания выходит на фондовые биржи Токио и Осаки.
В 1973 году создаётся компания Sumitomo Fudosan Tatemono Service Co., Ltd., в которой были консолидированы дочерние активы компании.
В 70-х годах компания начинает активную международную экспансию. В рамках этой кампании Sumitomo Realty & Development в 1972 году выходит на рынок недвижимости США.
В 1974 году завершается строительство 52-этажного здания Sumitomo в районе Синдзюку, Токио. В это же здание переезжает и штаб-квартира компании. В 1982 году компания завершает строительство нового здания в районе Синдзюку (30 этажей). Штаб-квартира компании переезжает в новое здание. Если в 1977 году компании принадлежало в Токио 10 офисных зданий, в 1984 году уже 19, в 1989 году 50, а к 1991 году их число выросло до 83.
В 1997 году компания выходит на рынок бизнес-отелей со вводом в строй 3 подобных объектов.
В 2002 году завершено строительство Izumi Garden Tower. В 2003 году вводится в эксплуатацию район комплексной застройки в токийском специальном районе Синдзюку.

## Деятельность компании
По миогам 2008 финансового года (завершился 31 марта 2009 года), выручка компании выросла на 0,5% до ¥ 695,2 млрд, операционная прибыль сократилась на 5,3% до ¥ 146,4 млрд, чистая же прибыль, сократившись на 26,8%, составила ¥ 46,2 млрд.

## Дочерние компании
- Sumitomo Real Estate Sales Co., Ltd.
- Sumitomo Fudosan Syscon Co., Ltd.
- Sumitomo Fudosan Tatemono Service Co., Ltd.
- Sumitomo Fudosan Esforta Co., Ltd.
- Sumitomo Fudosan Finance Co., Ltd.
- Universal Home Inc.
- Sumitomo Fudosan Reform Co., Ltd.